# Paraconotrochus zeidleri
Paraconotrochus zeidleri is een rifkoralensoort uit de familie van de Caryophylliidae. De wetenschappelijke naam van de soort is voor het eerst geldig gepubliceerd in 1992 door Cairns & Parker.